# Njurundabommen
Njurundabommen – miejscowość (tätort) w Szwecji, w regionie administracyjnym (län) Västernorrland, w gminie Sundsvall.
Według danych Szwedzkiego Urzędu Statystycznego liczba ludności wyniosła: 2854 (31 grudnia 2018) i 2830 (31 grudnia 2019).